# Pteromalus baton
Pteromalus baton är en stekelart som beskrevs av Walker 1839. Pteromalus baton ingår i släktet Pteromalus och familjen puppglanssteklar. Inga underarter finns listade i Catalogue of Life.